# Coxcoxtli
Coxcoxtli je bio kralj Culhuacána, djed prvog astečkog cara Acamapichtlija. Bio je predak astečkih careva.
Imao je dvoje djece — sina zvanog Huehue Acamapichtli i kćer Atotoztli I., koja je bila majka cara Acamapichtlija.
Sin ga je naslijedio na mjestu kralja svoga grada.
| Prethodnik: | kralj Culhuacána | Nasljednik:         |
| ?           | kralj Culhuacána | Huehue Acamapichtli |